# Blanné
Obec Blanné (též Blany, Blané; německy Blann) se nachází v okrese Znojmo v Jihomoravském kraji. Žije zde 82 obyvatel.
Sousedními obcemi sídla jsou Zvěrkovice, Blížkovice, Grešlové Mýto, Hostim a Prokopov.

## Název
Jméno vesnice označovalo "blanné" místo, tedy místo, kde se nachází blana/blaně, což bylo staré označení pro pastvinu na místě vykáceného lesa. Jméno zprvu nesl místní mlýn, podle něj roku 1738 byla pojmenována ves. Jméno vesnice má stejný základ jako jméno města Blanska.

## Historie
První písemná zmínka o obci pochází z roku 1738. Mezi lety 1850 a 1877 byla obec Blanné součástí obce Prokopov. Do roku 1960 byla součástí soudního okresu Moravské Budějovice, později okresu Znojmo. V roce 1924 byl v obci založen spolek Domovina. V roce 1935 zde byl založen hasičský sbor, který trval až do roku 1991. V roce 2003 byla opět obnovena činnost sboru.